# 기금조
《기금조》(중국어: 祈今朝)는 2024년에 방송되었던 중국의 드라마이다.

## 줄거리
- 기억을 잃은 채 '오암촌'에 떨어져 3년 동안 남매처럼 살아온 '월금조'와 '월기'. 그들은 과거의 기억을 상실해 서로의 예전 삶에 대해 전혀 알지 못한다. 두 사람은 과거의 기억을 찾기 위해 함께 강호를 떠돌아다니던 중 미스터리한 사건에 휘말리게 되고, '성종'에 대항하는 과정에서 '월기'는 봉인되었던 기억이 되살아나는데...

## 등장 인물
- 위수신 - 월기(越祈) 역
- 쉬카이 - 월금조(越今朝) 역
- 푸신보 - 한경(闲卿) 역
- 완펑 - 낙소언(洛昭言) 역
- 백빙가 - 고명수(顾明绣) 역
- 저우리제 - 거십방(居十方) 역
- 쉐바이 - 낙매명(洛埋名) 역
- 왕쯔루이 - 고한강(顾寒江) 역

## 참고 사항
- 중국 현지에서 방송 시작한지 일주일만에 중화TV에서 VOD 저작권을 구입했다 국내 방송일자는 4월 24일이다.